# Гейхман, Марк Шолымович
Марк Шолымович Гейхман (25 июня 1941, Москва — 12 ноября 2011, там же) — советский и российский актёр театра и кино, заслуженный артист Российской Федерации (1995).

## Биография
Марк Гейхман родился 25 июня 1941 года. В 1962 году окончил детскую студию при театре им. Станиславского, где учился вместе с Инной Чуриковой, Никитой Михалковым и Евгением Стебловым. Затем закончил Щукинское училище (режиссёрский факультет). В 1970—1976 годы был одним из руководителей Театра-студии «На ладони». Служил в Московском еврейском театре «Шалом», где в 1995 году получил звание Заслуженный артист России.
Позднее перешёл в театр им. Станиславского. Его заметные роли в театре им. Станиславского: Полоний в «Гамлете», Оскар Стронский в «Евграфе…», Казарин в «Маскараде», гольдоневский Панталонэ, Жозеф во французской комедии и Мирон Ипатыч в комедии Островского.
Умер 12 ноября 2011 года в больнице имени Боткина. Похоронен на Долгопрудненском кладбище.

## Работы в театре

### Театр им. Станиславского
- «Визит старой дамы» (режиссёр С. Алдонин)
- «Гамлет» (режиссёр Д. Крымов) — Полоний
- «Евграф, искатель приключений» (Т. Ахрамкова) — Оскар Стронский
- «Завещание по-итальянски» (режиссёры Ю. Клепиков и М. Фейгин) — Пьеро
- «Любовь и карты» (режиссёр В. Красовский) — Мирон Ипатыч
- «Маскарад» (режиссёр В. Шамиров) — Афанасий Павлович Казарин
- «Мещанин-дворянин» (режиссёр С. Спивак) — учитель философии
- «Мужчина и женщины» (режиссёр А. Оффенгейм) — Жозеф
- «Семеро святых из деревни Брюхо» (режиссёр В. Мирзоев) — Голованов
- «Сон в летнюю ночь» (режиссёр В. Мирзоев) — Оберон
- «Хлестаков» (режиссёр В. Мирзоев) — Осип
- «Авария» (режиссёр А. Галибин) — Прокурор
- «Бабьи сплетни» (режиссёр А. Галибин) — Панталонэ

## Фильмография
- 1983 — У опасной черты — эпизод
- 1984 — Выигрыш одинокого коммерсанта — Хорхе
- 1998 — Сочинение ко Дню Победы — эпизод
- 1998 — Хрусталёв, машину!
- 2001 — Дальнобойщики (12-я серия «Левый груз») — Сулико, шашлычник
- 2001 — Маросейка, 12 (7 серия, Прощай, полицейский) — адвокат Шепеля
- 2003 — Время — деньги — папа Сонечки
- 2003 — Подари мне жизнь — консул
- 2003 — Превращение — один из жильцов-хасидов
- 2003 — Сыщик без лицензии (фильм 3, Окончательный диагноз) — академик Перельман
- 2004 — Команда (Беларусь, Россия) — эпизод
- 2004 — Под небом Вероны — Евсей Борисович, отец Романа
- 2004 — Стилет-2 — Илья Львович Кац
- 2005 — Гибель империи (10 серия, Смута) — эпизод
- 2005 — Жизнь — поле для охоты — Самуил Аркадьевич Крюк, заместитель директора цирка
- 2005 — Не хлебом единым — эпизод
- 2006 — Ленинградец — Ефим Львович
- 2006 — Хоттабыч — Шайтаныч[4]
- 2007 — Бешеная (1 фильм, Игры волков; 2 фильм, Обряд посвящения) — Лазарь Львович
- 2008 — Обручальное кольцо — Всеволод Иванович Дольский, врач, заместитель и ближайший друг Ковалёва
- 2011 — Жизнь и приключения Мишки Япончика — ювелир Рухимовский

## Озвучивание

### Кино и ТВ
- 2002—2003 — «Предсказание погоды» (ТВС) — профессор Цельсий (поочерёдно с Андреем Невраевым)[5]
- 2006 — Желание — голос за кадром

### Компьютерные игры
- 2004 — Петька 5: Конец игры
- 2005 — Петька 6: Новая реальность
- 2005 — Starship Troopers — некоторые солдаты
- 2006 — Вечера на хуторе близ Диканьки 2: Вечер накануне Ивана Купалы
- 2007 — Петька VIII: Покорение Рима
- 2007 — Team Fortress 2 — Снайпер

## Документальные фильмы
- 1989 — Мир вам, Шолом! (документальный)
- 2003 — Процесс (документальный)
- 2009 — Гори, гори, моя звезда. Евгений Урбанский (документальный)
- 2009 — Разбитые мечты актрисы Никищихиной (документальный)